# Progryllacris
Progryllacris is een geslacht van rechtvleugeligen uit de familie Gryllacrididae. De wetenschappelijke naam van dit geslacht is voor het eerst geldig gepubliceerd in 1939 door Ander.

## Soorten
Het geslacht Progryllacris omvat de volgende soorten:
- Progryllacris albonigra Karny, 1929
- Progryllacris inarmata Ander, 1936
- Progryllacris sanctivincentii Griffini, 1909
- Progryllacris uncinulata Ander, 1933